# Korczówka-Kolonia
Korczówka-Kolonia (prononciation : [kɔrˈt͡ʂufka kɔˈlɔɲa]) est un village polonais de la gmina d'Olszanka dans le powiat de Łosice de la voïvodie de Mazovie dans le centre-est de la Pologne.
Le village possède une population de 101 habitants en 2010.

## Histoire
De 1975 à 1998, le village appartenait administrativement à la voïvodie de Biała Podlaska.